# David Boati
David Boati, egentligen Davide Emilio Boati, född 14 januari 1979 i Skarpnäcks församling i Stockholm, är en svensk journalist och skådespelare.
David Boati har arbetat som nyhetsreporter och programledare på Sveriges Television (SVT) och blev 2020 SVT:s Europakorrespondent.
Som skådespelare har David Boati bland annat spelat Lill-Erik i TV-serien och filmen om Bert. Han var också med i TV-serien Pappas flicka. Samt också i filmen
Festival i rollen som Calle där han spelar mot Ebba Hultqvist. David Boati medverkade även i TV-serien En komikers uppväxt, baserad på Jonas Gardells bok med samma namn. Där spelade han huvudpersonen Juha Lindström som barn.

## Filmografi
- 1984 – Åke och hans värld
- 1992 – En komikers uppväxt (TV-serie)
- 1994 – Bert (TV-serie)
- 1995 – Bert - Den siste oskulden
- 1996 – Sexton (TV-serie)
- 1997 – Pappas flicka (TV-serie)
- 2001 – Familjehemligheter
- 2001 – Festival
- 2001 – Pusselbitar (TV-serie)
- 2001 – Gustav III:s äktenskap
- 2005 – Medicinmannen (TV-serie)
- 2005 – Kommissionen (TV-serie)
- 2006 – Cuppen
- 2006 – Kärringen därnere
- 2008 – Ängel (kortfilm)
- 2009 – 60 sekunder (kortfilm)
- 2011 – Välkommen till helvetet
- 2013 – Orion
- 2020 – Berts dagbok